# Technostres
Technostres definoval v roce 1984 americký psychoterapeut Craig Brod jako moderní nemoc způsobenou neschopností jedince vyrovnat se s novými informačními a komunikačními technologiemi (ICT) psychicky zdravým nebo pozitivním způsobem.
V širším smyslu lze technostres chápat jako oblast psychologických a fyziologických problémů, které jsou spojené s neschopností užívat technologie v pracovním prostředí. V užším pojetí se jedná o stres, který zažívá člověk při práci s počítačem. Obavy z moderních technologií se nemusí týkat jen strachu z počítačů, ale také z mobilních (chytrých) telefonů nebo dokonce z automatické pračky či myčky na nádobí.
Informační a komunikační technologie způsobily revoluci v dnešním světě, ale také přinesly nové problémy. Technologie pohání lidi kupředu, ale schopnosti běžných uživatelů za nimi často zaostávají. S rostoucí úrovní automatizace se uživatelé často musí vypořádat s obavami, jak technologie ovlivní jejich práci. Protože ale vědí, že v práci musí konkurovat tlaku kolegů, žijí tak pod neustálým napětím a snaží se vstřebat nové informace a pochopit nové technologie.
Existenci technostresu potvrdila řada studií. Bylo prokázáno, že míra technostresu se odvíjí např. od věku, pohlaví, vzdělání, úrovně počítačové gramotnosti aj.

## Projevy a důsledky technostresu
Technostres se může projevit kdykoli a v různé intenzitě. Důsledky technostresu se projevují na různých úrovních.
Na fyziologické úrovní jsou za důsledky technostresu nejčastěji považovány:
- bolesti zad, krční páteře nebo ramen,
- problémy se zrakem, únava očí,
- potíže z dlouhodobého a jednostranného zatěžování ruky (tzv. syndrom karpálního tunelu).

Technostres má negativní vliv na psychiku člověka. Na psychologické úrovní se jedná o:
- sníženou schopnost soustředit se,
- netrpělivost,
- nepříjemné pocení,
- záchvaty hněvu,
- nespavost,
- noční můry,
- bolesti hlavy, žaludku a zažívací problémy,
- poruchy paměti aj. psychosomatické obtíže.

Mezi další důsledky technostresu lze zařadit poruchy chování, které se mohou pohybovat od agresivity až po úplnou pasivitu. Nejčastěji jsou uváděny:
- zvýšená ustaranost,
- strach ze selhání či špatného výkonu,
- informační přetížení,
- odmítání nových technologií.

V souvislosti s technostresem se objevují projevy odporu užívat určitou technologii. Obava z nových technologií může být tak silná, že může docházet k zatracování a vyhýbání se jí.
Pojem technostres označuje nejen strach z nezvládnutí techniky, ale také projev strachu z poškození zdraví při práci s počítačem. Židková definuje nejčastější symptomy:
- strach ze škodlivého záření monitorů,
- strach z negativního vlivu na zrak,
- strach ze záření mobilů a rizik mobilních sítí,
- strach z poškození působením elektromagnetických polí,
- strach ze syndromu nemocných budov.

Za projevy technostresu lze také považovat nadměrné ztotožnění se s technologií (tzv. over-identifikace). Uživatelé technologie jsou ponořeni do technologických vymožeností takovým způsobem, že riskují ztrátu své identity. Tento jev bývá označovaná termínem technosis. Mezi nejčastější příznaky patří:
- neustálá propojenost s technologií (mobil, počítač, notebook, připojení na internet),
- pocit nejistoty, pokud nejsou propojeni s technologií,
- neustálé úsilí vyrovnat se stroji.

V kontextu s technostresem se často objevuje pojem multitasking. Původní význam souvisí s počítači a znamená schopnost provádět několik procesů současně. Z pohledu uživatele technologie znamená vykonávání více činností najednou, např. práci na počítači, současné telefonování a zároveň komunikaci s někým, kdo je v místnosti nebo také „překlikávání“ mezi více otevřenými okny a souběžnou prací na několika úkolech. Tento styl práce má negativní vliv na schopnost soustředění se, čímž se zvyšuje riziko výskytu chyb a stoupá i míra stresu.
Nutkavá kontrola vlastní práce je další formou technostresu, která se nazývá technologicko-obsedantní porucha. Její příčinou je nedůvěra lidí k informačním technologiím a obava ze selhání nebo z nesprávného užití technologie. Důsledkem této poruchy je snížená produktivita práce a možnost vzniku psychosomatických potíží. Nejčastější příznaky:

- nikdy nemažou elektronické záznamy,
- kontrolují své pracovní e-maily z domova,
- často kontrolují své e-maily,
- opakovaně kontrolují, zda své e-maily neodeslali na špatnou adresu,
- kontrolují pracovní záležitosti, i když jsou na dovolené,
- zálohují všechny své dokumenty třikrát denně nebo častěji.

## Příčiny technostresu
- rychlé tempo technologických změn,
- nedostatečné vzdělání v oblasti ICT,
- zvyšující se tempo práce,
- nedostatečná standardizace v rámci technologií,
- přílišné spoléhání se na technologie.

## Prevence technostresu
- vzdělávat se v oblasti ICT,
- v pracovním prostředí informovat zaměstnance o prováděných změnách,
- pozitivní přístup k technologii,
- relaxace, dechová cvičení, trénink asertivity.